# Family Circle Cup 1977
Family Circle Cup 1977 — жіночий тенісний турнір, що проходив на відкритих кортах з ґрунтовим покриттям Sea Pines Plantation у Гілтон-Гед-Айленді (США). Належав до турнірів категорії AAA в рамках Colgate Series 1977. Турнір відбувся вп'яте і тривав з 28 березня до 3 квітня 1977 року. Перша сіяна Кріс Еверт здобула титул в одиночному розряді, свій четвертий підряд на цих змаганнях, й отримала за це 25 тис. доларів США.

## Фінальна частина

### Одиночний розряд
Кріс Еверт —  Біллі Джин Кінг 6–0, 6–1
- Для Еверт це був 7-й титул за сезон і 74-й — за кар'єру.

### Парний розряд
Розмарі Касалс /  Кріс Еверт —  Франсуаза Дюрр /  Вірджинія Вейд 1–6, 6–2, 6–3

## Розподіл призових грошей
| Дисципліна       | П       | F       | 3-тє   | 4-те   | ЧФ     | 1/8    | 1/16 |
| Одиночний розряд | $25,000 | $12,000 | $6,600 | $5,900 | $2,700 | $1,400 | $750 |

## Нотатки
1. ↑  Турніри з призовими для жінок принаймні 100 тис. доларів.[1]